# 郑玉 (元朝)
郑玉（1298年—1358年），字子美，号师山，徽州歙县（今安徽歙县）人，元朝政治人物。
郑玉自幼好学，精通《五经》，尤其《春秋》，绝意仕进，讲学于师山书院，受业者众，学者称师山先生。至正十四年（1354年）元顺帝诏征为翰林待制、奉议大夫，称病没有接受。蛰居师山书院授徒、著述。他在理学方面，说朱熹、陆九渊各有长短，而根本宗旨，则无不同。两派门徒之争，非朱熹、陆九渊垂教之本意。是元代继吴澄之后，又一调和朱、陆之争的学者。他在《春秋经传阙疑序》，赞扬《春秋》之功足以“遏人欲于横流，存天理于既灭，明之治帝王之治可复。六经无《春秋》殆皆空言而已”。至正十七年（1357年），朱元璋部将邓愈率兵至徽州，邀其出山出仕，郑玉不从，以死拒辞，被拘囚，后自缢而死。著有《周易纂注》、《春秋经传阙疑》、《师山文集》等。